# Eurylophella
Eurylophella is een geslacht van haften (Ephemeroptera) uit de familie Ephemerellidae.

## Soorten
Het geslacht Eurylophella omvat de volgende soorten:
- Eurylophella aestiva
- Eurylophella bicolor
- Eurylophella bicoloroides
- Eurylophella doris
- Eurylophella enoensis
- Eurylophella funeralis
- Eurylophella iberica
- Eurylophella karelica
- Eurylophella lutulenta
- Eurylophella macdunnoughi
- Eurylophella minimella
- Eurylophella oviruptis
- Eurylophella poconoensis
- Eurylophella prudentalis
- Eurylophella temporalis
- Eurylophella verisimilis